# Monosyntaxis samoėnsis
Monosyntaxis samoėnsis là một loài bướm đêm thuộc phân họ Arctiinae, họ Erebidae.